# 桜坂 (名古屋市)
桜坂（さくらざか）は、愛知県名古屋市守山区の地名。

## 地理
名古屋市守山区の北東部に位置する下志段味地区の南部を占める。後述の通り、2022年（令和4年）に設定された町名で、それ以前は大部分が守山区大字下志段味であり、一部に大字吉根字日ノ後を含む。

### 河川
- 長戸川：桜坂2丁目の東端を北流[WEB 1]。

## 歴史

### 沿革
- 2022年（令和4年）11月26日 - 守山区桜坂一丁目・桜坂二丁目・桜坂三丁目・桜坂四丁目・桜坂五丁目が以下の通り、それぞれ成立[WEB 1]。
  - 桜坂一丁目が大字下志段味字島の口・字長廻間・字生下り・字南荒田および大字吉根字日ノ後の一部により成立[WEB 1]。
  - 桜坂二丁目が大字下志段味字新林の全部、字穴ケ洞・字風越・字島の口・字作り道・字長戸・字長根・字長廻間の各一部により成立[WEB 1]。
  - 桜坂三丁目が大字下志段味字穴ケ洞・字吉田の各一部により成立[WEB 1]。
  - 桜坂四丁目が大字下志段味字穴ケ洞・字吉田・字長廻間・字生下りの各一部により成立[WEB 1]。
  - 桜坂五丁目が大字下志段味字穴ケ洞・字島の口・字長廻間・字生下りの各一部により成立[WEB 1]。

## 交通

### バス
- 名古屋市営バス
  - ガイドウェイバス志段味線

### 道路
- 愛知県道15号名古屋多治見線
- 愛知県道214号松本名古屋線

## 学区
市立小・中学校に通う場合、学校等は以下の通りとなる。また、公立高等学校に通う場合の学区は以下の通りとなる。なお、小・中学校は学校選択制度を導入しておらず、番毎で各学校に指定されている。
| 丁目                                        | 小学校                                            | 中学校                                      | 高等学校 |
| ------------------------------------------- | ------------------------------------------------- | ------------------------------------------- | -------- |
| 桜坂一丁目                                  | 名古屋市立志段味西小学校 名古屋市立下志段味小学校 | 名古屋市立吉根中学校 名古屋市立志段味中学校 | 尾張学区 |
| 桜坂二丁目 桜坂三丁目 桜坂四丁目 桜坂五丁目 | 名古屋市立下志段味小学校                          | 名古屋市立志段味中学校                      | 尾張学区 |

## 施設

### 桜坂一丁目
- 名古屋市立下志段味小学校
- エコビレッジ志段味
- カインズ名古屋守山店
- アルペンモール守山志段味
  - マックスバリュ志段味店
  - スポーツデポ アルペンモール守山志段味店

### 桜坂二丁目
- てとろ志段味保育園
- 守山区子育て応援拠点（ひよっこわらばぁ～）
- 風越公園
- 名古屋市研究開発センター

### 桜坂三丁目
- 桜坂公園

### 桜坂四丁目
- なごやサイエンスパーク
  - 名古屋市衛生研究所
  - 先端技術連携リサーチセンター
  - 産業技術総合研究所中部センター
  - クリエイション・コア名古屋
- しだみ学園
- 一粒荘
- 滝水池

### 桜坂五丁目
- サイエンス交流プラザ
- 名古屋市消防局守山消防署志段味出張所
- 名古屋市消防学校
- 名古屋市志段味スポーツランド
- 名古屋市寿楽荘
- 風越上池
- 名古屋市玉野川学園
- 東禅寺上池
- 東禅寺中池
- 上池
- 風越池
- 下志段味公園

### WEB
1. 1 2 3 4 5 6 7 8 9 10 11  名古屋市役所スポーツ市民局地域振興部住民課町名表示係 (2022年10月18日). “名古屋市守山区の一部で町名・町界整理を実施（令和4年11月26日実施）”.   名古屋市. 2023年3月10日閲覧。
2. ↑  “市外局番の一覧”.   総務省. 2019年1月6日閲覧。
3. ↑  “市立小・中学校の通学区域一覧”.   名古屋市 (2023年1月4日). 2023年3月10日閲覧。
4. ↑  “平成29年度以降の愛知県公立高等学校（全日制課程）入学者選抜における通学区域並びに群及びグループ分け案について”.   愛知県教育委員会 (2015年2月16日). 2023年3月10日閲覧。